# Музей изобразительных искусств (Йоэнсуу)
Музей изобразительных искусств «Онни» (фин. Joensuun taidemuseo) — главный художественный музей столицы финляндской провинции Северная Карелия города Йоэнсуу.

## История
Музей основан в 1962 году. До открытия музея в здании, построенном в 1894 году по проекту Александра Теодора Декера, работал классический лицей. Музей был открыт, когда город Йоэнсуу в 1961 и 1962 годах получил по завещанию коллекции аптекаря Олави Туртиайнена и госпожи Арлы Сёдерберг. В 1962 и 1974 годах бывший профессор искусствоведения Онни Окконен передал в дар музею свою богатую коллекцию.

## Экспозиция
В музее представлена постоянная экспозиция, в состав которой входят образцы искусства Древнего мира и Средних веков. В экспозицию также входит коллекция китайского искусства. Из финских художников представлены такие авторы, как Роберт Экман, Вернер Холмберг, Гуннар Берндтсон и Альберт Эдельфельт. Там же находится и крупная коллекция икон. На первом этаже музея располагаются временные выставки, которые представляют произведения современных финских и иностранных художников.

## Коллекции

### Зал Древнего мира
В зале Древнего мира (фин. antiikki-huone) представлены предметы искусства, собранные в средиземноморских странах профессором Онни Окконеном. В финском масштабе это весьма значительная коллекция, несмотря на то что по сравнению с международными выставками она невелика.

### Зал средневекового искусства
В этом зале (фин. madonna-huone) собраны предметы европейского искусства 14-19 вв., также переданные в дар музею Онни Окконеном.

### Китайское искусство
В 1956 году Онни Окконен совершил путешествие в Китай, во время которого он собрал представительную коллекцию разных эпох китайской истории.

### Коллекция Арлы Сёдерберг
Коллекция Арлы Сёдерберг состоит из произведений финских художников второй половины 19 века, из которых самым значительным является Альберт Эдельфельт.

### Зал «Ирис»
В этом зале можно увидеть финскую керамику первой половины 20 века. «Ирис» восходит к названию фабрики «Ирис», расположенной в Эспоо.

### Зал «Ресетти»
«Ресетти» представляет искусство из коллекции Олави Туртиайнена, главным образом произведения финских художников 1950-х годов.

### Коллекция Форселлеса
Эта коллекция состоит из 470 предметов искусства эпохи модерна, подаренных музею в 2007 году Карлом-Юханом Форселлесом.

### Иконопись Вергхема
В этом зале находятся православные иконы: среди них есть как новые иконы, созданные специально для музея, так и старые иконы в византийском стиле, написанные разными изографами.